# ORLEN Superliga Mężczyzn
Die ORLEN Superliga Mężczyzn ist die höchste Spielklasse im polnischen Männerhandball. Sie wird vom Związek Piłki Ręcznej w Polsce, dem polnischen Handballverband, betrieben.

## Geschichte
Die Liga wurde 1956 gegründet. Von Beginn an wurde in ihr nur Hallenhandball gespielt. Erster polnischer Meister war, in der Spielzeit 1956/57, Sparta Katowice. Von 1958 bis 1998 hieß die Liga I. Liga und von 1998 bis 2010 Ekstraklasa. Von der Spielzeit 2010/11 bis 2022/23 wurde die Firma Polskie Górnictwo Naftowe i Gazownictwo (PGNiG) Hauptsponsor und Namensgeber der Spielklasse, die daraufhin in PGNiG Superliga umbenannt wurde. Seit der Saison 2023/24 ist Orlen neuer Namensgeber.
Die TV-Rechte wurden von 2023 bis 2030 vom polnischen Fernsehsender Polsat erworben.

## Modus
Die 14 Mannschaften spielen zunächst in der Hauptrunde in Hin- und Rückspiel gegeneinander. Die besten acht Teams spielen in den anschließenden Play-offs im Modus Best-of-3 den polnischen Meister aus. Der dritte Platz wird ebenfalls ausgespielt. Die Mannschaften auf den Plätzen 9 bis 14 übernehmen die Punkte aus der Hauptrunde in die Abstiegsrunde, in der jedes Team weitere fünf Partien bestreitet. Der Letztplatzierte steigt direkt ab, der Vorletzte trifft in der Relegation in Hin- und Rückspiel auf den Zweiten der zweiten polnischen Liga.
In Folge der COVID-19-Pandemie wurde zwischen 2019 und 2023 der Bestplatzierte der Hauptrunde polnischer Meister.

## Mannschaften
| Orlen Wisła Płock                      | Płock                | Orlen Arena                             |
| Industria Kielce                       | Kielce               | Hala Legionów                           |
| NMC Górnik Zabrze                      | Zabrze               | HWS Pogoń                               |
| SPR Chrobry Głogów                     | Głogów               | HWS im. Ryszarda Matuszaka              |
| KS Azoty-Puławy                        | Puławy               | Hala Sportowa Mosir                     |
| Energa MKS Kalisz                      | Kalisz               | Arena Kalisz                            |
| ARGED KPR Ostrovia Ostrów Wielkopolski | Ostrów Wielkopolski  | Arena Ostrów                            |
| MMTS Kwidzyn                           | Kwidzyn              | KWS KCSiR                               |
| Gwardia Opole                          | Opole                | Hala Okrąglak                           |
| KPR Legionowo                          | Legionowo            | Arena Legionowo                         |
| Piotrkowianin Piotrków Trybunalski     | Piotrków Trybunalski | Hala Relax                              |
| MKS Zagłębie Lubin                     | Lubin                | Hala widowiskowo-sportowa RCS w Lubinie |
| Torus Wybrzeże Gdańsk                  | Gdańsk               | Akademia Wychowania FiS                 |
| WKS Śląsk Wrocław                      | Wrocław              | Hala Orbita                             |

## Titelträger
- 1957: Sparta Katowice
- 1958: Śląsk Wrocław
- 1959: Sparta Katowice
- 1960: Sparta Katowice
- 1961: Śląsk Wrocław
- 1962: Śląsk Wrocław
- 1963: Śląsk Wrocław
- 1964: AZS Katowice
- 1965: Śląsk Wrocław
- 1966: Wybrzeże Gdańsk
- 1967: Śląsk Wrocław
- 1968: Spójnia Gdańsk
- 1969: Spójnia Gdańsk
- 1970: Spójnia Gdańsk
- 1971: Grunwald Poznań
- 1972: Śląsk Wrocław
- 1973: Śląsk Wrocław
- 1974: Śląsk Wrocław
- 1975: Śląsk Wrocław
- 1976: Śląsk Wrocław
- 1977: Śląsk Wrocław
- 1978: Śląsk Wrocław
- 1979: Hutnik Kraków
- 1980: Hutnik Kraków
- 1981: Hutnik Kraków
- 1982: Śląsk Wrocław
- 1983: Anilana Łódź
- 1984: Wybrzeże Gdańsk
- 1985: Wybrzeże Gdańsk
- 1986: Wybrzeże Gdańsk
- 1987: Wybrzeże Gdańsk
- 1988: Wybrzeże Gdańsk
- 1989: Pogoń Zabrze
- 1990: Pogoń Zabrze
- 1991: Wybrzeże Gdańsk
- 1992: Wybrzeże Gdańsk
- 1993: Iskra Kielce
- 1994: Iskra Kielce
- 1995: Petrochemia Płock
- 1996: Iskra Kielce
- 1997: Śląsk Wrocław
- 1998: Iskra Kielce
- 1999: Iskra Kielce
- 2000: Wybrzeże Gdańsk
- 2001: Wybrzeże Gdańsk
- 2002: Orlen Płock
- 2003: Vive Kielce
- 2004: Wisła Płock
- 2005: Wisła Płock
- 2006: Wisła Płock
- 2007: Interferie Zagłębie Lubin
- 2008: Wisła Płock
- 2009: Vive Kielce
- 2010: Vive Targi Kielce
- 2011: Wisła Płock
- 2012: Vive Targi Kielce
- 2013: Vive Targi Kielce
- 2014: Vive Targi Kielce
- 2015: Vive Tauron Kielce
- 2016: Vive Tauron Kielce
- 2017: Vive Tauron Kielce
- 2018: PGE Vive Kielce
- 2019: PGE Vive Kielce
- 2020: PGE Vive Kielce
- 2021: Łomża Vive Kielce
- 2022: Łomża Vive Kielce
- 2023: Barlinek Industria Kielce
- 2024: ORLEN Wisła Płock
- 2025: ORLEN Wisła Płock

### Nach Vereinen
| Rang | Verein                                            | Titel | zuletzt |
| ---- | ------------------------------------------------- | ----- | ------- |
| 1    | KS Kielce (als Vive / Iskra / Barlinek Industria) | 20    | 2023    |
| 2    | Śląsk Wrocław                                     | 15    | 1997    |
| 3    | Wybrzeże Gdańsk                                   | 10    | 2001    |
| 4    | Wisła Płock (als Petrochemia / Orlen)             | 9     | 2025    |
| 5    | Sparta Katowice                                   | 3     | 1960    |
|      | Spójnia Gdańsk                                    | 3     | 1970    |
|      | Hutnik Kraków                                     | 3     | 1981    |
| 8    | Pogoń Zabrze                                      | 2     | 1990    |
| 9    | AZS Katowice                                      | 1     | 1964    |
|      | Grunwald Poznań                                   | 1     | 1971    |
|      | Anilana Łódź                                      | 1     | 1983    |
|      | Interferie Zagłębie Lubin                         | 1     | 2007    |